# Línguas defoides
As línguas defoides são um grupo das línguas benue-congolesas falado no Togo, Gana, Benim e sudoeste da Nigéria. Seu nome deriva do fato de todos os grupos étnicos que falam dialetos desse grupo afirmarem serem oriundos da cidade de Ifé; seu nome é uma amalgama de èdè (língua) + ifè (Ifé) + oide. Ela é formada por dois grupos, as línguas ioruboides e arigidi. Pertence à subfamília Volta-níger e família atlântico-congolesa das línguas nigero-congolesas.